# Chloridolum radiatum
Chloridolum radiatum là một loài bọ cánh cứng trong họ Cerambycidae.